# Euphronarcha coundularia
Euphronarcha coundularia là một loài bướm đêm trong họ Geometridae.